# Ugo Zagato

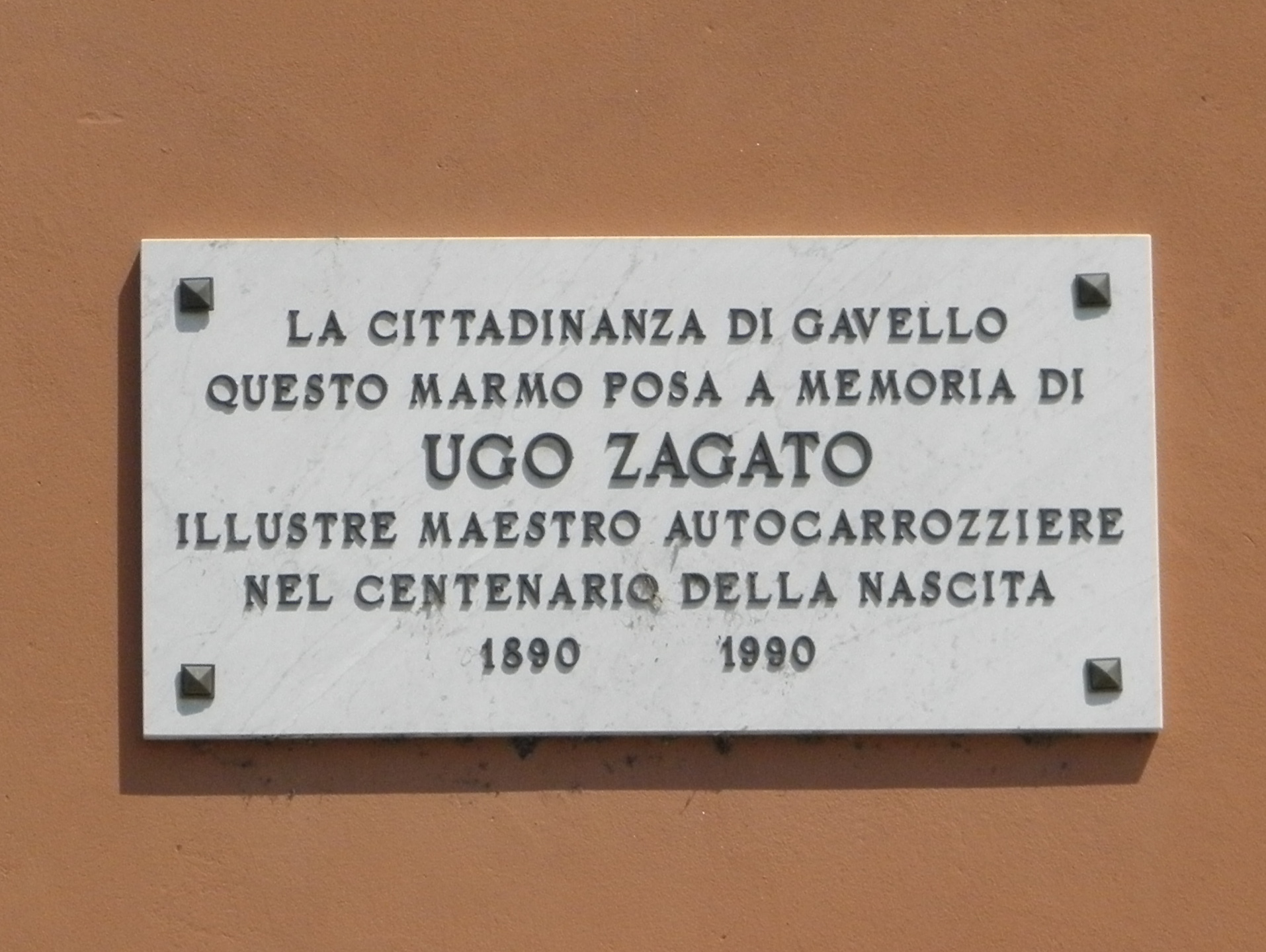
Lapide commemorativa murata sul Palazzo Grimani, ora sede del municipio di Gavello

Ugo Zagato (Gavello, 25 giugno 1890 – Terrazzano, 31 ottobre 1968) è stato un designer e imprenditore italiano, fondatore dell'omonima azienda.

## Biografia
Ugo Zagato nacque in un piccolo centro rurale del Polesine, ultimo di sei fratelli, quando il padre era già morto. Fin da bambino mostrò una grande passione verso la meccanica e i nuovi mezzi di locomozione. Nel 1900 fu assai deciso, nonostante la tenera età, nel rifiutare l'occasione di entrare in seminario, lasciandosi alle spalle la profonda miseria dei luoghi in cui viveva. Rifiutò di entrare in seminario perché ai preti, in quell'epoca, era vietato andare in bicicletta.
Nel 1905 partì per la Germania in cerca di lavoro, avendo avuta notizia che a Colonia assumevano mano d'opera nelle industrie meccaniche. Venne subito assunto in una piccola azienda metallurgica, dove lavorò per quattro anni, fino a che la madre lo avvertì dell'arrivo della cartolina-precetto per il servizio di leva.
Rientrato in Patria nel 1914, appena in tempo per presentarsi al Distretto militare, Ugo venne sorteggiato per la leva breve di 40 giorni e aggregato nel 3º Reggimento bersaglieri a Livorno. Espletato il servizio militare si trasferì a Milano e, grazie all'esperienza fatta sulla lavorazione dei metalli, venne assunto come preposto alla "Carrozzeria Varesina", un'antica azienda carrozzaia convertitasi per soddisfare le nuove esigenze della nascente industria automobilistica. Fu qui che, affiancando l'ing. Carlo Belli, Zagato apprese le tecniche di disegno ed assemblaggio di una carrozzeria, divenendo ben presto capo officina. Nello stesso tempo, Ugo Zagato frequentò la scuola serale di disegno industriale del Regio Istituto Tecnico "Santa Marta", oggi ISS Carlo Cattaneo. A Milano conobbe la corregionale Amelia Bressello, immigrata con la famiglia nel capoluogo lombardo da Lonigo, che diventerà sua moglie.
Dopo l'entrata dell'Italia nella prima guerra mondiale, Ugo Zagato si era ormai fatto una solida reputazione di abile capo officina e venne sostanzialmente precettato e inviato a Torino, con la sua squadra di operai milanesi, presso la Fabbrica Aeroplani Ing. O. Pomilio: in questo modo evitò di essere spedito al fronte. La direzione della Pomilio stipulò con lui un contratto di cottimo che prevedeva l'assemblaggio di tre aerei ogni mese. Zagato operò una continua razionalizzazione delle modalità costruttive e dei tempi di lavorazione, tanto che di progresso in progresso arrivò verso la fine del conflitto alla produzione di due aerei al giorno.
L'esperienza alla Pomilio risultò fondamentale per Ugo Zagato, sia sotto il profilo tecnico, sia sotto il profilo economico. Nei tre anni di febbrili costruzioni aeronautiche aveva imparato molto sull'aerodinamica e sull'impiego delle leghe di metalli. Inoltre grazie al contratto a cottimo calibrato sulla realizzazione di tre aerei al mese, il vertiginoso aumento produttivo da lui operato ne aveva fatto un uomo discretamente ricco. Il poverissimo bimbo del polesine, miracolosamente sfuggito al seminario, era diventato un tecnico di grande esperienza e con capitali sufficienti a dare vita ad una propria azienda. Vi riuscì nel 1919, quando a Milano aprì la sua prima officina, che in breve tempo si sarebbe sviluppata ed ingrandita, divenendo una carrozzeria di fama mondiale, la Zagato appunto.
In quello stesso periodo formò la sua famiglia ed il 27 febbraio 1921 venne alla luce il suo primogenito, Elio, seguito nel 1929 dal secondogenito Gianni. Entrambi seguirono le orme del padre, dapprima lavorando assieme a lui e poi continuandone l'opera.
Mentre l'azienda continuava ad ingrandirsi, arrivò la seconda guerra mondiale, al termine della quale, Ugo cominciò a farsi affiancare dapprima dal figlio maggiore, Elio, ed in seguito anche dal secondogenito Gianni.
Da tempo malato di cuore, Ugo Zagato morì il 31 ottobre 1968, nella sua abitazione di Terrazzano, stroncato da un infarto durante il sonno.
Durante la sua carriera gli vennero assegnati vari premi tra i quali, ad esempio, il Premio Compasso d'oro del 1960.